# Litopenaeus
Litopenaeus là một chi tôm trong họ Penaeidae. Các loài trong chi này trước đây được xếp vào chi Penaeus.

## Các loài
Chi này được ghi nhận bao gồm 5 loài:
- Litopenaeus occidentalis  (Streets, 1871)
- Litopenaeus schmitti  (Burkenroad, 1936)
- Litopenaeus setiferus  (Linnaeus, 1767)
- Litopenaeus stylirostris  (Stimpson, 1871)
- Litopenaeus vannamei  (Boone, 1931)

## Ký sinh trùng
Litopenaeus bị nghi ngờ là vật chủ của Vibrio parahaemolyticus, một tác nhân gây bệnh ở người.